# Drake & Josh
Drake & Josh är en TV-serie som gick på Nickelodeon med Drake Bell och Josh Peck. Både Drake och Josh hade framgångar med serien The Amanda Show och diverse filmer, vilket ledde till att båda fick en huvudroll i en ny serie. Där spelar de styvbröder, som motvilligt måste flytta ihop när Drakes mamma och Josh pappa gifter sig. Så småningom växer deras vänskap och deras broderskap. Även om de hamnar i bråk med varandra, så löser de sina problem och förblir vänner. 
Programmet hade premiär den 11 januari 2004 och avslutades 16 september 2007. En fristående TV-film om Drake och Josh jul blev den avslutande delen i berättelsen. 

## Rollista
- Josh Peck - Josh Nichols
- Drake Bell - Drake Parker
- Miranda Cosgrove - Megan Parker
- Nancy Sullivan - Audrey Parker-Nichols
- Jonathan Goldstein - Walter Nichols
- Yvette Nicole Brown
- Jerry Trainor
- Scott Halberstadt
- Alec Medlock
- Allison Scagliotti
- Jake Farrow
- Julia Duffy
- Cathy Shim